# كتنلوي سفلي
كتنلوي سفلي هي قرية في مقاطعة خوي، إيران. عدد سكان هذه القرية هو 26 في سنة 2006.